# Hans-Jürgen Pohmann
Hans-Jürgen Pohmann (Colonia, 23 maggio 1947) è un ex tennista tedesco.

## Carriera
In carriera ha vinto 2 titoli in singolare e 5 titoli di doppio; questi ultimi tutti in coppia con il connazionale Jürgen Fassbender. Nei tornei del Grande Slam ha ottenuto il suo miglior risultato raggiungendo le semifinali di doppio all'Open di Francia nel 1973 e a Wimbledon nel 1975.
In Coppa Davis ha giocato un totale di 24 partite, collezionando 18 vittorie e 6 sconfitte.

## Statistiche

### Singolare

#### Vittorie (2)
| Numero | Anno | Torneo                            | Superficie  | Avversario in finale | Punteggio          |
| 1.     | 1973 | Berlin Open, Berlino              | Cemento     | Karl Meiler          | 6–3, 3–6, 6–3, 6–3 |
| 2.     | 1973 | Düsseldorf Grand Prix, Düsseldorf | Terra rossa | Jürgen Fassbender    | 6–2, 6–3, 6–3      |

### Doppio

#### Vittorie (5)
| Numero | Anno | Torneo                    | Superficie  | Compagno          | Avversari in finale               | Punteggio     |
| 1.     | 1972 | Austrian Open, Kitzbühel  | Terra rossa | Jürgen Fassbender | Malcolm J. Anderson Geoff Masters | 7–6, 6–4, 6–4 |
| 2.     | 1973 | ATP German Open, Amburgo  | Terra rossa | Jürgen Fassbender | Manuel Orantes Ion Țiriac         | 7–6, 7–6, 7–6 |
| 3.     | 1974 | ATP German Open, Amburgo  | Terra rossa | Jürgen Fassbender | Brian Gottfried Raúl Ramírez      | 6–3, 6–4, 6–4 |
| 4.     | 1975 | Swiss Open Gstaad, Gstaad | Terra rossa | Jürgen Fassbender | Colin Dowdeswell Ken Rosewall     | 6–4, 9–7, 6–1 |
| 5.     | 1976 | Swiss Open Gstaad, Gstaad | Terra rossa | Jürgen Fassbender | Paolo Bertolucci Adriano Panatta  | 7–5, 6–3, 6–3 |